# Elsholtzia fruticosa
Elsholtzia fruticosa là một loài thực vật có hoa trong họ Hoa môi. Loài này được (D.Don) Rehder mô tả khoa học đầu tiên năm 1916.